# Hans-Joachim Hannemann (Zoologe)
Hans-Joachim Hannemann (* 28. März 1925 in Potsdam; † 22. Juli 2010 in Berlin) war ein deutscher Zoologe.

## Leben
Hans-Joachim Hannemann begann nach dem Militärdienst im Zweiten Weltkrieg und anschließender Gefangenschaft im Jahre 1947 ein Biologie-Studium an der Humboldt-Universität zu Berlin. Nach dem Diplom 1951 betreute Alfred Kaestner seine Dissertation über Flachleibmotten. 1958 übernahm Hannemann von Erich Martin Hering die Leitung der Schmetterlingsabteilung, die er bis zu seiner Emeritierung 1990 erfolgreich betreute. 1962 habilitierte sich Hannemann mit einer Monographie über die Zünslerfalter (Pyraloidea). 1964 wurde er zum Dozenten und 1982 zum außerordentlichen Professor berufen. Seit 1963 war Hannemann stellvertretender Direktor und ab 1973 Direktor des Zoologischen Museums.
Hans-Joachim Hannemann beschäftigte sich mit der Taxonomie, der Morphologie und der funktionellen Anatomie von Schmetterlingen, so unter anderem mit der Kopfmuskulatur von Urmotten der Gattung Micropterix mit kauenden Mundwerkzeugen und mit den schallerzeugenden Organen bei Eulenfaltern aus Madagaskar. Als Spezialist für Schmetterlinge bearbeitete er die Lepidopteren des Urania-Tierreichs. Er war auch Mitherausgeber der Tierwelt Deutschlands (begründet von Friedrich Dahl) und der Exkursionsfauna von Deutschland (begründet von Erwin Stresemann).
Hans-Joachim Hannemann starb nach langer Krankheit im Alter von 85 Jahren zu Hause in Berlin. Er hinterließ seine Ehefrau Eva und zwei Söhne.

## Ehrungen
Die Deutsche Gesellschaft für allgemeine und angewandte Entomologie ehrte Hans-Joachim Hannemann 1993 mit der Verleihung der Meigen-Medaille. Außerdem war Hannemann Ehrenmitglied der spanischen Sociedad Hispano-Luso-Americana de Lepidopterologica.